# Порівняльне правознавство
Порівняльне правознавство — метод порівняльного дослідження в юридичних науках, об'єктом вивчення яких є держава і право. Полягає в зіставленні різних правових систем, їхніх структурних елементів з метою виявлення подібності чи відмінності в юридичних формах, державних механізмах, у суспільних відносинах та ефективності регулюючої дії права, що в цілому розкриває спосіб розв'язання схожих правових проблем. В сучасному порівняльному правознавстві переважає описовий, прагматичний напрям. У порівняльному правознавстві розрізняють мікропорівняння, яке охоплює галузі, інститути чи норми окремих правових систем та макропорівняння — порівняння цілих правових систем, їхніх істор типів. Порівняльне правознавство застосовується і для вивчення однієї державно-правової системи, що містить два і більше аналогічних але не тотожних інститутів, з тих або інших питань. За допомогою порівняльного правознавства здійснюється аналіз як діючих правових систем так і тих, що діяли раніше. правових систем служить удосконаленню правового регулювання, зближенню та уніфікації інститутів різних правових систем. Можливості порівняльного правознавства при вивченні права дають змогу розглядати його і як окрему наукову та навчальну дисципліну.